# フェニックス (スポーツウェアメーカー)
株式会社フェニックス（英文表記: PHENIX CO., LTD.）は、東京都新宿区に本社を置くスポーツウェアのメーカーである。
スキー・アウトドアの「phenix」、スポーツウェアの「Kappa」、テクニカルファッションウェアブランド「alk phenix」といったブランドの製造・販売を手がけていた。

## 沿革
- 1952年（昭和27年） - 株式会社鳳商会設立。
- 1967年（昭和42年） - 鳳商会からフェニックスへ社名変更。
- 1983年（昭和58年） - MCT社と技術提携。Kappaブランドのアスレティックウェアを発売。
- 2004年（平成16年） - スキーウェア販売の低迷で、産業再生機構の支援を受ける。その後、オリックスのもとで経営立て直しを図ることになり、会社分割によってオリックスの新設子会社であるフェニックス(新)に事業を継承[1]。
- 2006年（平成18年） - 「PHENIX」のロゴを新コーポレートロゴ「phenix」へ変更。[2]
- 2008年（平成20年） - 親会社オリックスが再建を断念し、株式の大半を中国のスポーツアパレル企業である中国動向（集団）有限公司に1円で売却。その傘下に入る。[3]
- 2015年（平成27年）‐ 「歩くための機能服」をキーワードにテクニカルファッションアパレルブランド「alk phenix(アルクフェニックス)」を展開開始。
- 2020年（令和2年） - 同年12月31日に事業終了[4]。スポーツブランド「phenix」とテクニカルファッションアパレルブランド「alk phenix(アルクフェニックス)」については、株式会社フェニックスの親会社である 中国動向集団有限公司とマスターライセンス契約を締結したSHIFFON（シフォン）がワールドワイドで承継。[5]。
- 2021年（令和3年） -フェニックスの事業終了に伴い、「Kappa」ブランドに関してもイタリア、ベーシックネットと契約した志風音が同じく承継。
- 2022年（令和4年） -北京2022オリンピック・パラリンピック冬季競技大会のノルウェー代表選手団公式服装をphenixが手掛ける。